# Suť (přírodní)

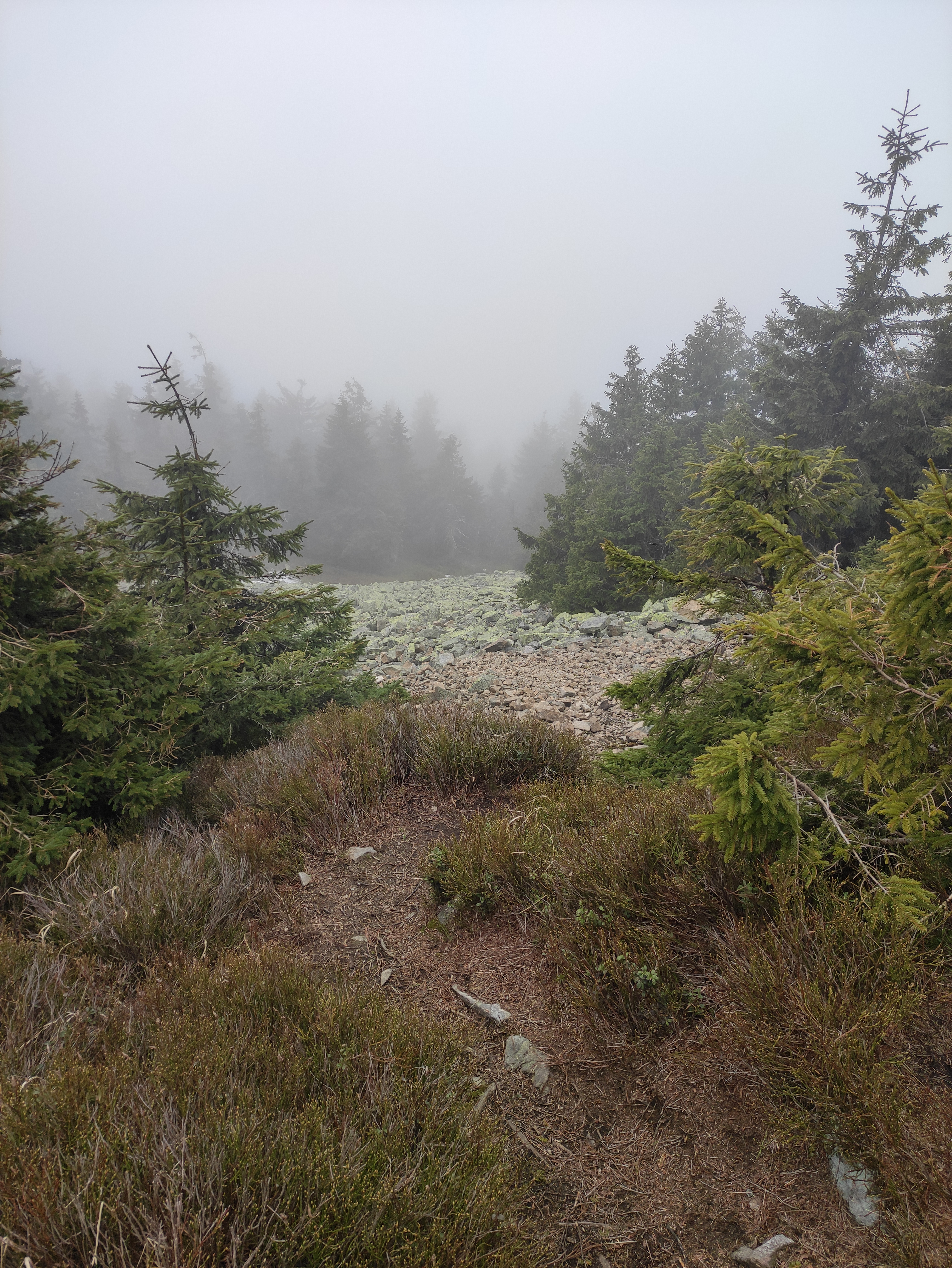
Přírodní suťové pole pod Kralickým Sněžníkem.

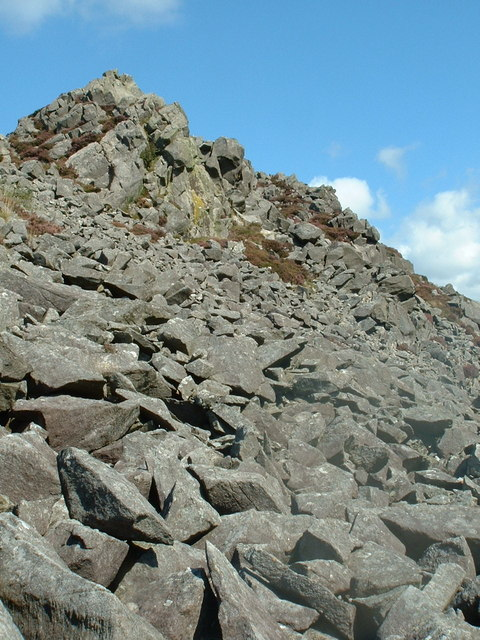
Suťové pole z doleritu v Pembrokeshire

Suť jsou velké a ostré úlomky hornin, které vznikají fyzikálním procesem zvětrávání a erozí. Často se pomocí gravitace přemisťují na velmi krátké vzdálenosti.
Horninový materiál se hromadí, zejména ve vysokých horách, na úpatí strmých svahů nebo skalních stěn a tvoří suťové haldy (talus) nebo suťová pole. Vzhledem k tomu, že periglaciální klima, jaké panuje ve vysokých horách, podporuje zvětrávání, existují rozsáhlá suťová pole také ve většině nízkých horských pásem na severní polokouli. Pokud materiál fosilizuje, vzniká brekcie (na rozdíl od slepence, který je z oblých kamenů).
Sypký materiál, který sestává převážně ze zaoblených úlomků horniny (sutiny), je v geologii označován jako štěrk, zatímco ve stavebnictví je „štěrk“ hranatý uměle drcený materiál.
V širším slova smyslu se jako suť označuje také suť zničených budov nebo částí budov. V moderním stavebnictví hovoříme o stavební suti.